# Paul Santy
Paul Santy, né à Die le 16 avril 1887 et mort à Écully le 20 janvier 1970, est un médecin français. Il fut, selon Marcel Dargent, dans le cadre du Pavillon O de l'hôpital Grange-Blanche à Lyon, l'un « des derniers représentants de ces grands patrons qui menèrent de front les tâches de la chirurgie générale et celle de la cancérologie ».

## Biographie
Né dans la Drôme, Paul Santy effectue ses études secondaires dans la Loire, où il envisage un temps d'intégrer l'École des mines de Saint-Étienne. Devenu étudiant en médecine à Lyon, il reçoit l'influence de maîtres tels qu'Antonin Poncet, René Leriche, Xavier Delore et Léon Bérard dont il fut le chef de clinique et auprès de qui il se spécialisa en chirurgie pulmonaire.
En 1941, il opère avec succès Henri Matisse d'un cancer du duodénum à la clinique du Parc (Lyon).
Le 1er décembre 1953, il est élu membre de l'académie des Sciences, Belles-Lettres et Arts de Lyon.
En 1947, au retour d'un long séjour outre-atlantique à Baltimore auprès du chirurgien américain Alfred Blalock, il se lance dans des interventions de pointe comme celles sur les « enfants bleus », la résection de l'aorte, et en 1956, l'opération à cœur ouvert.

## Distinctions et honneurs

### Décorations françaises
- Commandeur de la Légion d'honneur, par décret du 26 janvier 1954
  -  Officier de la Légion d'honneur, par décret du 30 juin 1948
  -  Chevalier de la Légion d'honneur, par décret du 27 décembre 1934 (à titre militaire)
- Officier de l'Instruction publique, en 1932
- Croix de guerre 1914-1918 en 1915